# Elio Di Rupo

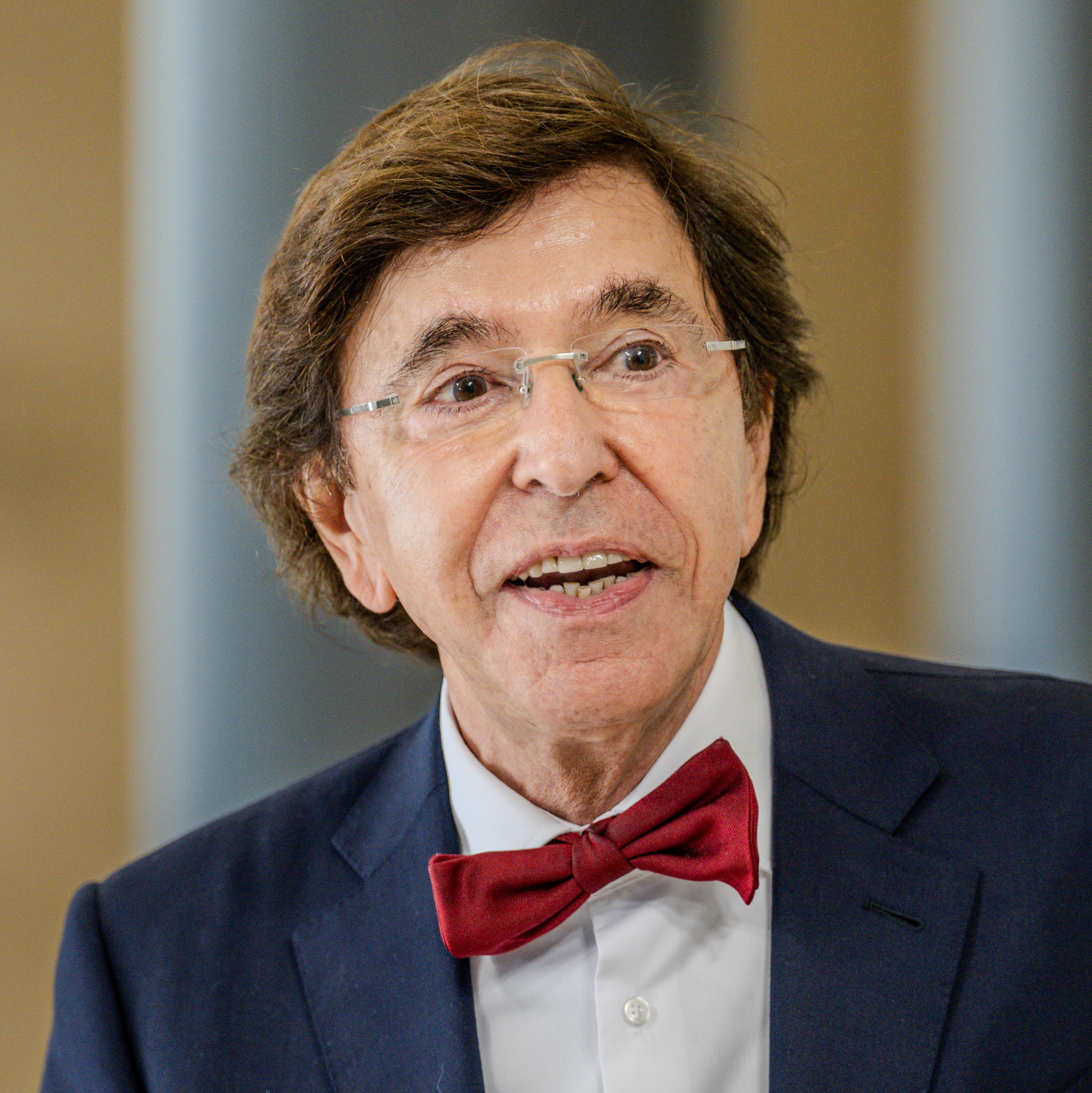
Elio Di Rupo (2024)

Elio Di Rupo (* 18. Juli 1951 in Morlanwelz) ist ein belgischer Politiker der Parti Socialiste (PS). Von Dezember 2011 bis Oktober 2014 war er Premierminister (Regierung Di Rupo) des Königreichs Belgien. Der Sohn italienischer Einwanderer und langjährige Parlamentarier war Minister in der Föderalregierung und hatte dreimal das Amt des Ministerpräsidenten der Wallonischen Region inne – zuletzt seit dem 13. September 2019 bis zum 15. Juli 2024, mit der Vereidigung des Kabinetts Dolimont. Er ist seit 2001 Bürgermeister von Mons und war von 1999 bis 2019 Vorsitzender der PS. Elio Di Rupo, in Belgien bekannt für seinen Querbinder, trägt den Ehrentitel „Staatsminister“.

## Ausbildung
Di Rupo ist eines von sieben Kindern einer italienischen Gastarbeiterfamilie, die 1947 in Belgien ansässig wurde; sein Vater starb früh bei einem Verkehrsunfall. Aufgrund der familiären Armut musste Di Rupos Mutter drei seiner Geschwister in ein Waisenhaus geben. Di Rupo studierte in Mons und Leeds. Als Chemiker ist er Inhaber eines Doktorgrades der Universität Mons-Hainaut. Di Rupo spricht neben seiner italienischen Muttersprache auch Französisch, Englisch und Niederländisch.

## Politische Karriere
1982 wurde Di Rupo Gemeinderatsmitglied in Mons. 1986 wurde er Schöffe für Gesundheit, urbane Erneuerung und Soziales. Von 1987 bis 1989 war Di Rupo Abgeordneter des Arrondissements Mons. Zwischen 1989 und 1991 saß er im Europäischen Parlament. In den belgischen Senat wurde er 1991 gewählt.
Von 1992 bis 1994 war Di Rupo Minister der Französischen Gemeinschaft für das Erziehungswesen und von 1993 bis 1994 außerdem für Medien zuständig. 1994 trat er als Vize-Premierminister und Minister für Kommunikationsdienste und öffentliche Unternehmen in die Föderalregierung ein. Im Anschluss wurde Di Rupo (er blieb Vizepremier) Minister für Wirtschaft und Telekommunikation. 1996 wurde er im Zusammenhang mit der Dutroux-Affäre vom jungen Olivier Trusgnach beschuldigt, ihn sexuell missbraucht zu haben, als er noch minderjährig war. Vor Gericht erwiesen sich die Vorwürfe jedoch als haltlos, so dass Di Rupo freigesprochen wurde.
1999 wurde Di Rupo als Nachfolger von Philippe Busquin Präsident der Parti Socialiste. 2019 wurde er nach zwanzig Jahren als Präsident von Paul Magnette abgelöst.
Am 8. Juli 2010 erhielt Di Rupo von König Albert II. den Auftrag zur „Präformation“ einer neuen Regierung nach den Föderalwahlen vom 13. Juni. Seine Bemühungen, eine Mehrparteienkoalition zu bilden, scheiterten allerdings, so dass er am 3. September 2010 sein Mandat niederlegte.
Auch in den folgenden Monaten stockte die Regierungsbildung, die Staatsreform zur Lösung des flämisch-frankophonen Konfliktes in Belgien machte ebenso wenig Fortschritte. Am 17. Mai 2011 wurde Di Rupo erneut mit der Regierungsbildung beauftragt. In den Gesprächen über die Staatsreform legte er im Juli auch detaillierte Vorschläge für ein großes Sparpaket für Belgien vor. Im August 2011 nahm er nach knapp einjähriger Pause wieder direkte Gespräche mit Vertretern anderer im Parlament vertretener Parteien auf, nachdem Verhandlungen mit der flämischen Nieuw-Vlaamse Alliantie keine Fortschritte gebracht hatten. Am 15. September 2011 einigten sich acht Parteien unter der Federführung von Di Rupos PS auf die Sechste Belgische Staatsreform, die unter anderem die Teilung des umstrittenen Wahlkreises Brüssel-Halle-Vilvoorde vorsah. Die neue Regierung wurde schließlich am 6. Dezember 2011 ernannt.
Bei der Europawahl 2024 wurde Rupo erneut ins Europäische Parlament gewählt und wurde Mitglied der Fraktion S&D. Er ist in der 10. Legislaturperiode (2024–2029) Mitglied im Ausschuss für auswärtige Angelegenheiten sowie stellvertretendes Mitglied im Ausschuss für bürgerliche Freiheiten, Justiz und Inneres und im Unterausschuss für Sicherheit und Verteidigung. Er ist zudem Mitglied der Delegation für die Beziehungen zu den Maghreb-Ländern und der Union des Arabischen Maghreb, unter anderem in den Gemischten Parlamentarischen Ausschüssen EU-Marokko, EU-Tunesien und EU-Algerien sowie stellvertretendes Mitglied der Delegation in der Parlamentarischen Versammlung der Union für den Mittelmeerraum und der Delegationen für die Beziehungen zu den Vereinigten Staaten und zu Brasilien.

## Kritik
Di Rupos anfänglich mangelnde niederländische Sprachkenntnisse waren in der Vergangenheit immer wieder ein Kritikpunkt. Bei seinem Amtsantritt als Ministerpräsident eines Landes mit einem niederländischsprachigen Einwohneranteil von circa 60 Prozent versprach Di Rupo deshalb, Sprachunterricht zu nehmen. Sein Niederländischlehrer Bart Brusseleers kommentierte die Fortschritte Di Rupos mit den Worten, dass er noch nie einen solch gelehrigen und wissbegierigen Schüler gehabt habe. Im August 2012 bescheinigte Brusseleers seinem prominenten Schüler sogar die „Zweisprachigkeit“. Dies wird von manchen Beobachtern auf flämischer Seite jedoch bisweilen bezweifelt.
In die Kritik geriet Di Rupo im März 2012, als die Polizeigewerkschaft FGÖD-Polizei (VSOA-Politie/SLFP-Police) meldete, Di Rupo habe in den ersten zwei Monaten seiner Amtszeit schon 25-mal auf eine Polizeieskorte zurückgegriffen, während sein Vorgänger Yves Leterme in zwei Jahren Dienstzeit nur zehnmal, sein Vorvorvorgänger Guy Verhofstadt in acht Jahren Dienstzeit kein einziges Mal darauf zurückgegriffen hatte und dessen Vorgänger Jean-Luc Dehaene sich nur sehr ungern eskortieren ließ.

## Privates
Di Rupo begründete am 13. Februar 1983 das Festival international du film d’amour.
Seit 2001 lebt Elio Di Rupo offen homosexuell. Mit seiner Ernennung zum belgischen Premierminister ist er der erste männliche und nach der ehemaligen isländischen Ministerpräsidentin Jóhanna Sigurðardóttir der zweite offen homosexuelle Regierungschef der Neuzeit.

## Ehrungen
Elio Di Rupo ist Kommandeur des Leopoldsordens. Seit 2001 trägt er den Ehrentitel „Staatsminister“.

## Übersicht über seine politischen Ämter
- 1982 – heute: Mitglied des Gemeinderates in Mons
- 1986 – 1987: Schöffe in Mons
- 1987 – 1989: Mitglied der Abgeordnetenkammer
- 1989 – 1991: Mitglied des Europäischen Parlamentes
- 1991 – 1995: Senator (teilweise verhindert)
- 1992 – 1993: Minister der Französischen Gemeinschaft für das Unterrichtswesen
- 1993 – 1994: Minister der Französischen Gemeinschaft für das Unterrichtswesen und für Medien
- 1994 – 1995: Vizepremierminister, Minister für Verkehrswesen und öffentliche Unternehmen in der Regierung Dehaene I
- 1995 – 2009: Mitglied der föderalen Abgeordnetenkammer (teilweise verhindert)
- 1995 – 1999: Vizepremierminister, Minister für Wirtschaft, Telekommunikation und Außenhandel in der Regierung Dehaene II
- 1999 – 2000: Ministerpräsident der Wallonischen Region
- 2001 – heute: Bürgermeister von Mons (teilweise verhindert)
- 2005 – 2007: Ministerpräsident der Wallonischen Region
- 2009 – 2010: Mitglied des Wallonischen Parlamentes
- 2010 – heute: Mitglied der föderalen Abgeordnetenkammer (teilweise verhindert)
- 2011 – 2014: Premierminister